# کمیسیون کمک‌های مالی دانشگاه (هند)
کمیسیون کمک‌های مالی دانشگاه (به هندی: विश्‍वविद्यालय अनुदान आयोग) یک نهاد قانونی است که طبق «قانون کمیسیون کمک‌های مالی دانشگاه ۱۹۵۶» توسط دولت هند تحت نظر وزارت توسعه منابع انسانی تأسیس شده‌است و مسئول هماهنگی، تعیین و حفظ استانداردهای آموزش عالی است. این مؤسسه به دانشگاه‌های هند کمک‌های مالی اعصا می‌کند و ۴ نوع دانشگاه را تحت نظارت قرار می‌دهد:
- دانشگاه‌های مرکزی
- دانشگاه‌های ایالتی
- دانشگاه‌های معتبر
- دانشگاه‌های خصوصی